# Ughetta Lanari
Ughetta Lanari (... – Roma, 7 agosto 2024) è stata un'annunciatrice televisiva, conduttrice radiofonica e doppiatrice italiana.

## Biografia
Lavorò in RAI per quasi vent'anni, dal 1968 al 1987, dapprima come "signorina buonasera", poi come conduttrice di programmi su Radio Due. Subito dopo passò a Radio Dimensione Suono, dove rimase fino al 2006. Svolse anche un'intensa attività di doppiatrice e fu insegnante di dizione. Fu molto presente, come voce fuori campo, nel programma Rai Sfide.
Ughetta Lanari morì a Roma il 7 agosto 2024.

### Vita privata
Si sposò con il doppiatore Luciano Alto, di cui rimase presto vedova. La coppia ebbe un figlio, il doppiatore Massimiliano Alto.